# Limanaro
Limanaro ist eine osttimoresische Aldeia im Suco Rairobo (Verwaltungsamt Atabae, Gemeinde Bobonaro). 2015 lebten in der Aldeia 324 Menschen.

## Geographie
Limanaro liegt im Norden des Sucos Rairobo. Südlich befindet sich die Aldeia Faturase. Im Westen grenzt Limanaro an den Suco Aidabaleten und im Osten an den Suco Atabae. Im Norden liegt jenseits des Flusses Lóis die Gemeinde Liquiçá mit ihren Sucos Gugleur und Vatuboro. Im Westen entspringt der Fluss Berita. An der Grenze im Südosten liegt  der Monte Atabae.
Entlang des Ufers des Lóis und der Südgrenze verläuft jeweils eine Straße. An diesen Verkehrswegen entlang befindet sich die Besiedlung der Aldeia. Am Lóis ist der zentrale Ort Malehan mit seiner Grundschule. Im Süden liegt der Ort Limanaro mit Sitz der Aldeia und einer Grundschule. An der Nordostgrenze steht eine Sendeanlage der Telemor.

## Politik
2023 wurde Domingas Verdial zum Chefe de Aldeia gewählt.